# 深谷市
深谷市（日语：／ Fukaya shi */?）是日本埼玉縣北部的城市，人口約15萬人。當地是縣內重要的農業地帶，深谷蔥的產量為日本第一。

## 概要
1456年（康正2年），上杉房顯在櫛引台地北端築深谷城，周邊則形成城下町，為深谷市中心市區的前身。
江戶時代，當地設置中山道宿場（深谷宿），最盛時期旅籠達80間左右。岡部在此建造舊岡部藩岡部陣屋，現留有長屋門、地方（じかた）通用門等遺跡。

### 地理
深谷市界於埼玉縣北部的利根川與荒川之間。北部是利根川與小山川形成的妻沼低地（沖積低地，海拔約30～40公尺），中部至南部為荒川沖積而成的櫛引台地（荒川左岸，海拔約50～100公尺）與江南台地（荒川右岸，海拔約50～80公尺）。櫛引台地北部有第三紀層的殘丘「仙元山」（標高98.0公尺），市西南端與寄居町交界處的鐘撞堂山標高330.2公尺。
由於當地靠內陸，溫差較大，夏季受到太平洋高氣壓與季節風等的影響較為炎熱，冬季有乾燥北風吹拂。一年當中的晴天天數較多。
- 主要河川：利根川、荒川、小山川、福川、唐澤川（日语：唐沢川 (埼玉県)）、清水川（日语：清水川 (埼玉県)）

### 鄰接自治體
- 埼玉縣
  - 熊谷市（大麻生地區、別府地區、三尻地區、妻沼地區、江南地區）
  - 本庄市（藤田地區、北泉地区）
  - 比企郡：嵐山町
  - 兒玉郡：美里町
  - 大里郡：寄居町
- 群馬縣
  - 伊勢崎市（境地區）
  - 太田市（澤野地區、尾島地區、世良田地區）

- 伊勢崎市平塚有深谷市的飛地。
- 尾島的南前小屋地區因位於利根川南側，編入本市。

## 歷史
- 古代至近世，深谷市域屬武藏國榛澤郡（日语：榛沢郡）、幡羅郡（日语：幡羅郡）、男衾郡（日语：男衾郡）。
- 1889年（明治22年）4月1日 - 町村制施行，深谷宿、田谷村、東大沼村、萱場村、西島村、西大沼村、曲田村、原鄉村一部分、國濟寺村一部分合併成立榛澤郡深谷町（日语：深谷町）。
- 1896年（明治29年）4月1日 - 榛澤郡與大里郡、幡羅郡、男衾郡合併為大里郡。
- 1955年（昭和30年）1月1日 - 大里郡深谷町、明戶村（日语：明戸村）、幡羅村（日语：幡羅村）、大寄村（日语：大寄村）、藤澤村（日语：藤沢村 (埼玉県大里郡)）合併施行市制，為（舊）深谷市[1]。（埼玉縣內第18個市[1]）
- 1973年（昭和48年）4月1日 - 大里郡豐里村（日语：豊里村 (埼玉県)）併入[1]。
- 2006年（平成18年）1月1日 - （舊）深谷市、岡部町（日语：岡部町 (埼玉県)）、川本町（日语：川本町 (埼玉県)）、花園町合併為現行的深谷市。
- 2018年（平成30年） - 花園交流道附近將開設日本國內最大規模的Premium Outlets（日语：三菱地所・サイモン）。

### 2006年的市町村合併

#### 過程
2001年至2003年，大里地域（深谷市、熊谷市、大里郡）以「一個大里」（大里はひとつ）為口號研擬合併，但在新市役所地點上，因深谷市（規劃在新市中心的熊谷市籠原站附近）與熊谷市（活用熊谷市役所）無法取得共識而破滅。
2003年4月1日，大里地區分別由深谷市與熊谷市成立2個法定合併協議會。深谷市側成立「深谷市、岡部町、川本町、花園町、寄居町合併協議會」，2004年3月24日寄居町宣布退出，5月20日合併協議會解散。解散後，深谷市、川本町、岡部町之間再開合併協議。花園町因町長與町議會意見分歧未加入。町長主張與寄居町合併，而町議會則支持與深谷市、川本町、岡部町合併。
花園町町長在提出寄居町法定協議会設置案遭議會否決後辭職，並在補選後再次當選，但該案再次遭到否決。之後2004年11月14日，花園町舉行住民投票，與 深谷市等的合併案勝出。因此，12月1日成立「深谷市、岡部町、川本町、花園町合併協議會」。之後深谷市、岡部町、川本町、花園町合併為現在的深谷市。

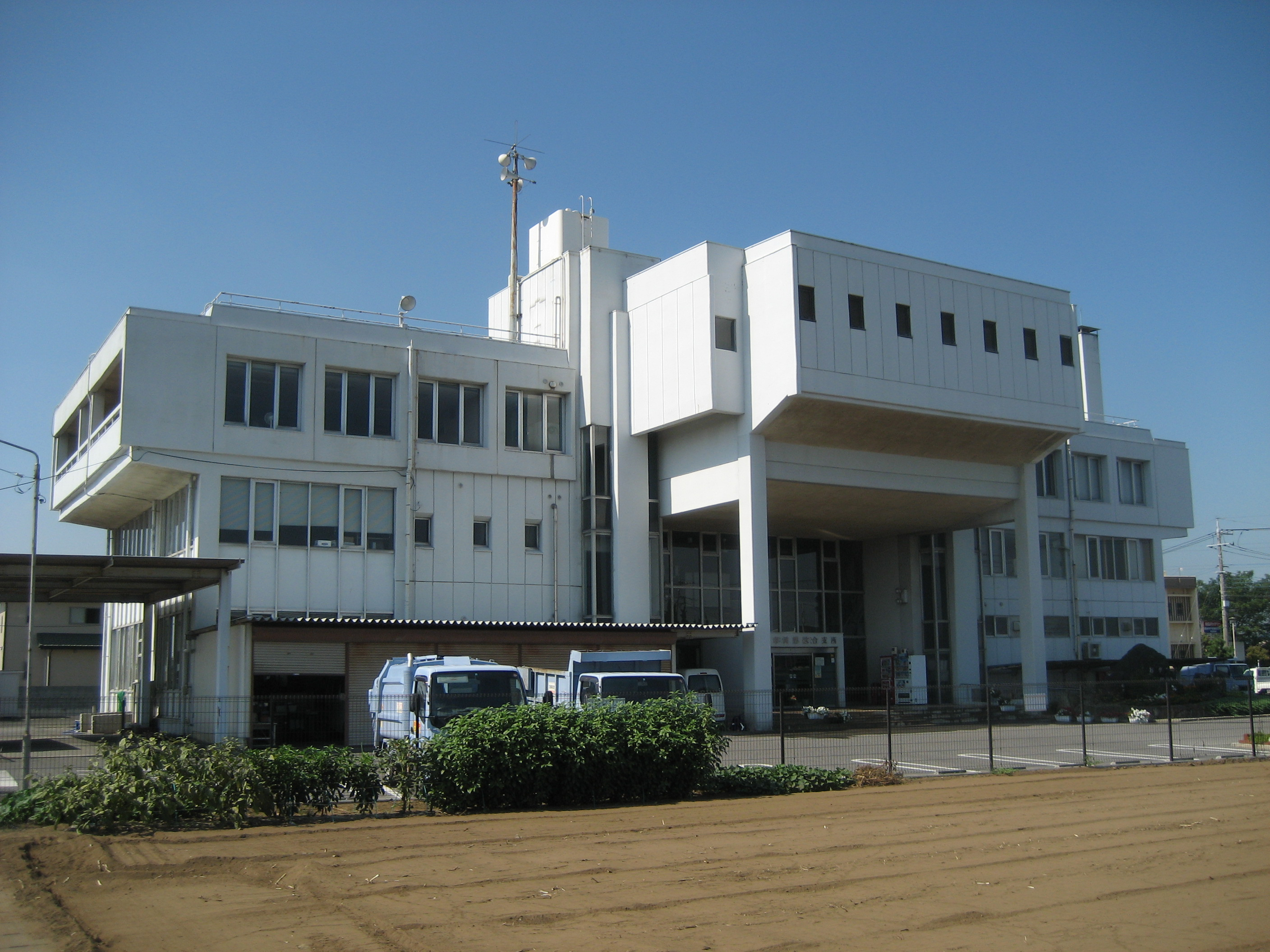
岡部總合支所
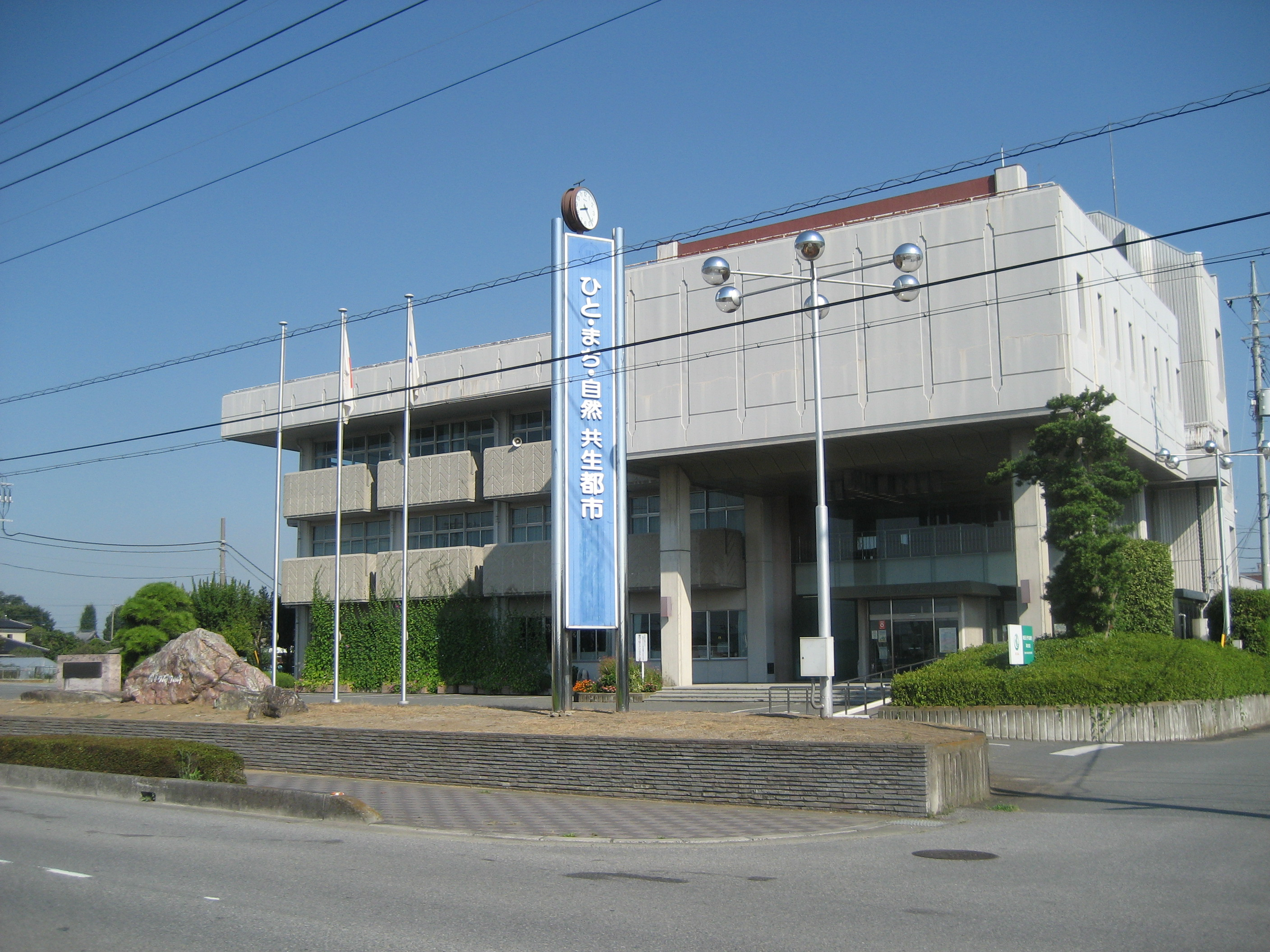
川本總合支所
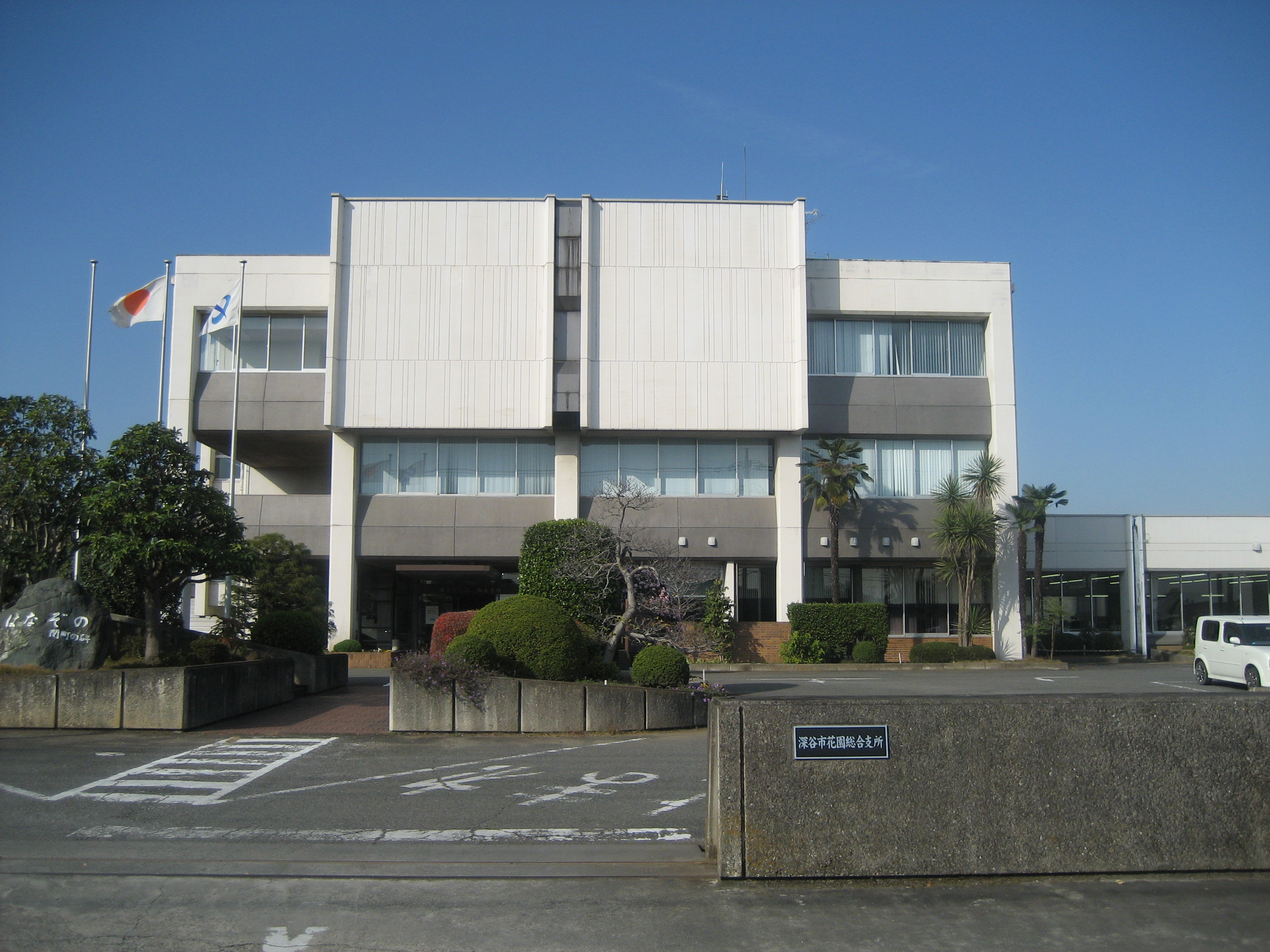
花園總合支所

#### 合併後的住所表記變更
2006年市町村合併後，住所表記變更如下。
- 深谷地區不變（僅消除「大字」等字句）
- 岡部地區、花園地區、川本地區改為「深谷市」加上舊大字名（但川本町明戶因舊深谷市域已有同名地名，因此改為川本明戶。）
  - 例1：大里郡岡部町大字岡 → 深谷市岡
  - 例2：大里郡花園町大字黑田 → 深谷市黑田
  - 例3：大里郡川本町大字明戶 → 深谷市川本明戶

### 合併推進構想
埼玉縣策定的『埼玉縣市町村合併推進構想（暫稱）』構想提出「深谷市、熊谷市、行田市、江南町（當時）、寄居町」合併。

### 南前小屋地區編入合併
群馬縣太田市前小屋町南側的南前小屋地區（太田市前小屋町、二小屋町的部分區域，約119.6公頃），因大正時代利根川河川流路變化，變為河川右岸（南岸），屬於深谷市生活圈。因此，深谷市與太田市達成協議，該地區將併入深谷市（越境合併）。
2009年，深谷與太田兩市議會及埼玉、群馬兩縣議會会陸續通過後，此合併案向總務大臣提出。2010年（平成22年）1月公告，同年3月1日縣境、市境變更。同時，利根川左岸的深谷市高島部分地區（36.2公頃）也以同理由劃入太田市。

## 人口
| 深谷市人口分布圖 |                                               |  |
| 深谷市與日本全國年齡別人口分布比較圖 （2005年資料） | 深谷市的年齡、男女別人口分布圖 （2005年資料） |  |
| ■紫色是深谷市 ■綠色是全国 | ■藍色是男性 ■紅色是女性                       |  |
| 深谷市人口變化 \| 1970年 \| 101,459人 \| \| \| 1975年 \| 111,389人 \| \| \| 1980年 \| 120,931人 \| \| \| 1985年 \| 129,851人 \| \| \| 1990年 \| 135,927人 \| \| \| 1995年 \| 143,116人 \| \| \| 2000年 \| 146,562人 \| \| \| 2005年 \| 146,461人 \| \| \| 2010年 \| 144,555人 \| \| \| 2015年 \| 143,833人 \| \| \| 2020年 \| 141,268人 \| \| |                                               |  |
| 資料來源：日本總務省統計中心提供之人口普查數據 |                                               |  |
| 1970年 | 101,459人                                     |  |
| 1975年 | 111,389人                                     |  |
| 1980年 | 120,931人                                     |  |
| 1985年 | 129,851人                                     |  |
| 1990年 | 135,927人                                     |  |
| 1995年 | 143,116人                                     |  |
| 2000年 | 146,562人                                     |  |
| 2005年 | 146,461人                                     |  |
| 2010年 | 144,555人                                     |  |
| 2015年 | 143,833人                                     |  |
| 2020年 | 141,268人                                     |  |

平成22年國勢調査，勞動人口為70,132人，其中39,813人（56.8%）在市內就業，28,865人（41.2%）在市外（縣內21,886人、縣外5,864人）就業。往市外的通勤者以往熊谷市最多，有9,620人（13.7%），都道府縣別則以群馬縣的2,837人（4.05%）、東京都的2,672人（3.81%）最高。
15歲以上的通學者有7,930人，其中2701人（34.1%）在市內，5,077人（64.0%）在市外（縣內3,287人、縣外1,483人）通學。往市外的通學者，以熊谷市（1,037人）最多，都道府縣別則是東京都（1,079人）最高。
另一方面，市外往市內的通勤、通學者有25,479人，日夜間人口比率達95.0%。

## 行政
- 市長：小島進（日语：小島進）（2010年2月12日就任）

### 歷代市長
- 舊深谷市
  - 安部彦平（1955年～1963年）
  - 木村一郎（1963年～1975年）
  - 小泉仲治（1975年～1991年）
  - 福嶋健助（日语：福嶋健助）（1991年～1999年）
  - 新井家光（日语：新井家光）（1999年～2006年）
- 深谷市
  - 新井家光（2006年～2010年、初代）
  - 小島進（2010年～、2代）

### 廣域行政
- 埼玉縣都市競艇組合（日语：埼玉県都市競艇組合） - 與飯能市、加須市、本庄市、東松山市、狹山市、春日部市、羽生市、上尾市、草加市、越谷市、入間市、朝霞市、埼玉市共同營運戶田競艇（日语：戸田競艇）等相關事務。
- 大里廣域市町村圈組合 - 與熊谷市、寄居町合作進行垃圾處理（不包含收集搬運）、介護保險事務。

### 警察
舊深谷市與舊岡部町區域由深谷警察署管轄，舊川本町與舊花園町區域由寄居警察署管轄。
- 北部機動中心
- 深谷警察署（日语：深谷警察署）
  - 深谷站前交番
  - 上柴交番
  - 岡部站前交番
  - 明戶駐在所
  - 大寄駐在所
  - 人見駐在所
  - 豐里駐在所
  - 八基駐在所
  - 榛澤駐在所
  - 本鄉駐在所
- 寄居警察署（日语：寄居警察署）（寄居町）
  - 武川駐在所
  - 本畠駐在所
  - 小前田駐在所
  - 黑田駐在所

### 消防
市消防本部管轄深谷市與寄居町全域。
- 深谷市消防本部（日语：深谷市消防本部）
  - 深谷消防署
    - 藤澤分署
    - 豐里分署
    - 岡部分署
    - 上柴分署

  - 花園消防署
    - 川本分署
    - 寄居分署（寄居町）

## 產業
本市的蔥（深谷蔥）產量位居日本第一，鬱金香等花卉栽培也十分興盛。工業方面，過去生產許多以本地土壤製作的紅磚與瓦等，昭和30年代在本市東部打造工業區後，形成今日工業都市的面貌。近年，澀澤榮一喜愛的燉煮寬麵煮餺飥成為新名產。另外，彩之國名產之一的「深谷牛」也十分受到注目。
商業方面，江戶時代發展為宿場町的舊中山道沿線已形成商店街。但在昭和50年代打造的上柴新市鎮陸續開設大型購物中心，使得最近中心市區開始衰退。為了活化中心市區，開始進行商店街店面活用運動。如NPO團體「cine felice」（チネフェリーチェ）（深谷電影院）所成立的電影院，每日播放知名作品與迷你戲院電影。

### 農業
深谷市農業產值約356億日圓，是縣內第1位、全國第15位的重要農產地（農林水產省、平成18年）。蔥與菠菜、青花菜等蔬葉，以及藤澤地區為中心的鬱金香與百合等花卉為主要產物。「深谷蔥」也成為全國知名的的農產品。
另外，深谷特選黑毛和牛振興協議會生產的黑牛獲得埼玉縣以「深谷牛」進行推廣。平成24年度生產325頭。
- JA深谷農業協同組合（ふかや農業協同組合）
  - 明戶支店
  - 大寄支店
  - 深谷支店
  - 藤澤支店
  - 豐里支店
  - 八基支店
  - 櫛挽支店
  - 幡羅支店
  - 本鄉支店
  - 川本支店
  - 武川支店
- JA埼玉岡部農業協同組合（日语：埼玉岡部農業協同組合）
- JA榛澤農業協同組合
- JA花園農業協同組合（日语：花園農業協同組合）

### 工業
- 東芝深谷工場
- 日東電工關東事業所
- LIXIL深谷工場
- G-TEKT（日语：ジーテクト）埼玉工場
- 赤城乳業本社工場
- UACJ（日语：UACJ）深谷製造所
- 三晃金屬工業（日语：三晃金属工業）深谷製作所
- 長谷川香料（日语：長谷川香料）深谷事業所
- 東京化成工業（日语：東京化成工業）深谷工場
- KANEYO肥皂（日语：カネヨ石鹸）埼玉事務所、埼玉工場
- DYNIC（日语：ダイニック）埼玉工場
- KYB熊谷工場（深谷市長在家）
- 三菱電機家用機器本社（舊花園町）

### 電影院
- 深谷電影院（日语：深谷シネマ）

### 購物中心

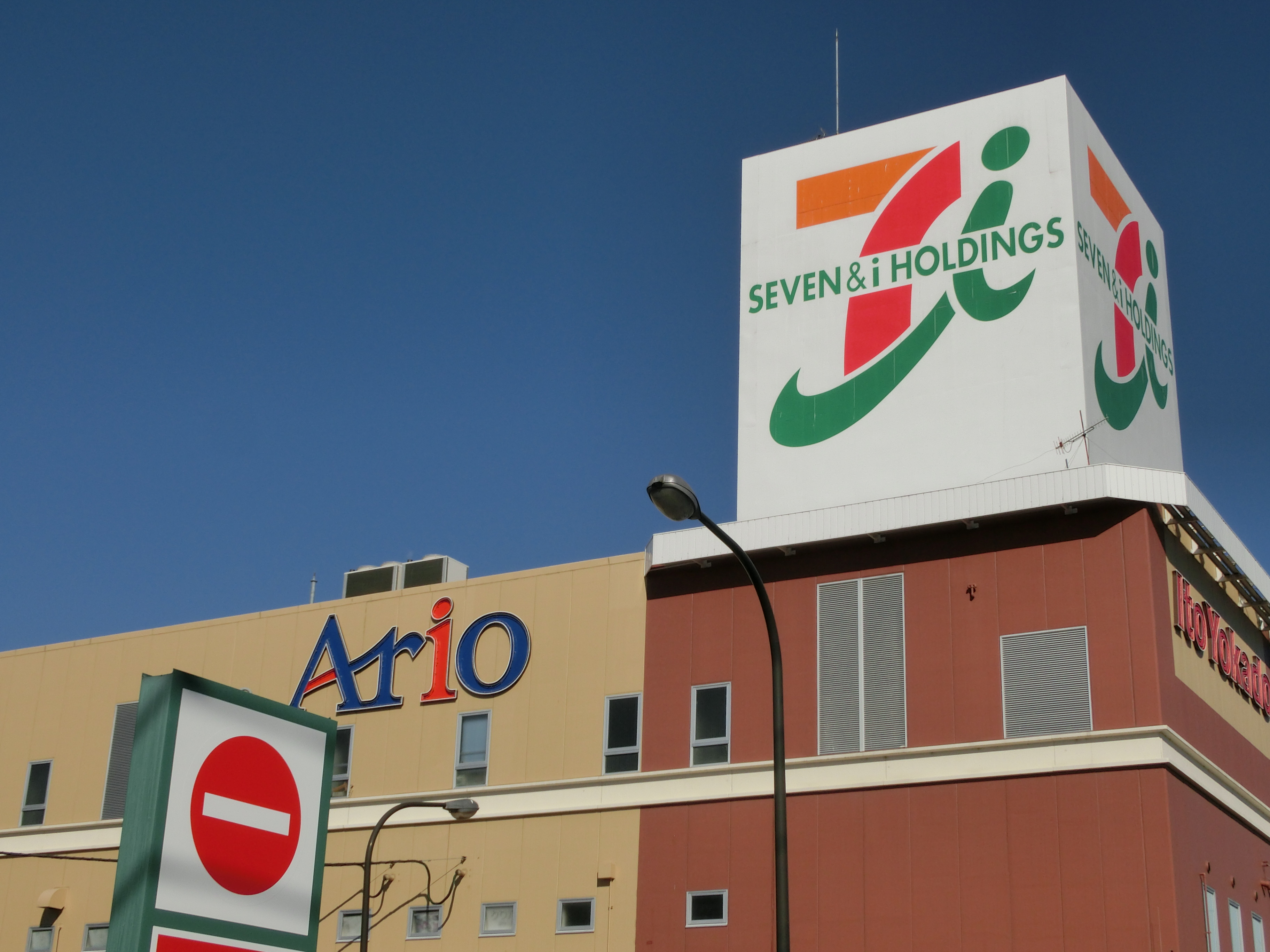
Ario深谷

- Ario深谷（日语：アリオ深谷）
- 埼玉COOP（日语：さいたまコープ）深谷店
- CAINZ（日语：カインズ）モール深谷川本
- LC MALL花園

### 住宿設施
- 埼玉GRAND HOTEL（日语：埼玉グランドホテル）深谷
- HOTEL R0UTE lNN（日语：ホテルルートイン）深谷站前
- 深谷知鄉舍酒店（日语：ソラーレホテルズアンドリゾーツ）
- 花湯之森飯店（ホテル 花湯の森）
- 深谷AB HOTEL（ABホテル深谷）

### 金融機關
- 埼玉里索那銀行 - 深谷支店、岡部支店
- 群馬銀行 - 深谷支店、深谷上柴支店
- 足利銀行 - 深谷支店
- 武藏野銀行 - 深谷支店、川本支店
- 東和銀行（日语：東和銀行） - 深谷支店、深谷南支店
- 埼玉縣信用金庫（日语：埼玉縣信用金庫） - 深谷支店
- 熊谷商工信用組合（日语：熊谷商工信用組合） - 川本支店、花園支店
- 埼玉信用組合（日语：埼玉信用組合） - 深谷支店、岡部支店
- 中央勞動金庫（日语：中央労働金庫）深谷支店
- 郵貯銀行 - 深谷店（深谷郵便局）

## 對外交流

### 友好都市
- 岩手縣下閉伊郡田野畑村
1997年2月11日簽訂（當時為川本町與田野畑村）
- 新潟縣南魚沼市
1989年3月5日簽訂（當時為舊深谷市與南魚沼郡六日町）
舊六日町域內有深谷市立山之家（2009年3月閉館），作為市內中小學生的森林學校與滑雪教室。
- 靜岡縣藤枝市
2002年10月13日簽訂（當時為岡部町與志太郡岡部町）
因同名而進行交流。
- 群馬縣富岡市
2013年10月4日簽訂

### 姊妹都市
- 美國加利福尼亞州佛利蒙市
1980年1月26日簽訂

### 友好關係都市
- 中華人民共和國北京市順義區
1995年11月7日簽訂

### 国際交流都市
- 澳大利亞昆士蘭省多爾比（英语：Dalby, Queensland） (Dalby)

## 交通
市中心有舊中山道與國道17號東西貫穿，其南側是高崎線深谷站。另外，仙元山南側有上越新幹線通過。
市南部有國道140號東西延伸，秩父鐵道與其並行。市西南有八高線、國道254號、關越自動車道通過，自動車道與國道140號繞道交點為花園交流道。
市北部有四拾坂下交差點與國道17號分岐至熊谷的深谷繞道與通往群馬縣的上武道路（皆屬國道17號繞道）。

### 鐵路
東日本旅客鐵道（JR東日本）
- 高崎線：深谷站 - 岡部站

秩父鐵道
- 秩父本線：小前田站 - 永田站 - 武川站 - 明戶站
- 三尻線（貨物線）：武川站（貨物站）

### 巴士
- 國際十王交通（日语：国際十王交通）
  - 深谷站發往熊谷站
  - 深谷日赤發往籠原站南口
  - FOREST號（日语：フォレスト号 (成田空港線)）（高速巴士、深谷站發往成田機場。與千葉交通（日语：千葉交通）共同運行）
- 武藏觀光（日语：武蔵観光）
  - 縣北都市間路線代替巴士（日语：県北都市間路線代替バス） 深谷站發往寄居車庫（寄居町）
- 市内循環巴士
  - KURURIN（日语：くるリン）（深谷計程車（事前預約班次）、花園觀光巴士（定期班次））

### 計程車
計程車營業區域與熊谷市、本庄市、行田市、加須市、羽生市等同屬縣北交通圈。

### 道路
- 高速道路
  - 關越自動車道：花園交流道、寄居停車區（僅上行線。下行線在寄居町。）
- 一般國道
  - 國道17號
  - 國道17號（深谷繞道、上武道路）：道之驛岡部（日语：道の駅おかべ）
  - 國道140號
  - 國道140號繞道：道之驛花園（日语：道の駅はなぞの）、道之驛川本（日语：道の駅かわもと）
  - 國道254號
- 主要地方道
  - 群馬縣道·埼玉縣道14號伊勢崎深谷線（日语：群馬県道・埼玉県道14号伊勢崎深谷線）
  - 埼玉縣道45號本庄妻沼線（日语：埼玉県道45号本庄妻沼線）
  - 埼玉縣道47號深谷東松山線（日语：埼玉県道47号深谷東松山線）
  - 埼玉縣道62號深谷寄居線（日语：埼玉県道62号深谷寄居線）
  - 埼玉縣道69號深谷嵐山線（日语：埼玉県道69号深谷嵐山線）
  - 埼玉縣道75號熊谷兒玉線（日语：埼玉県道75号熊谷児玉線）
  - 埼玉縣道81號熊谷寄居線（日语：埼玉県道81号熊谷寄居線）
  - 埼玉縣道86號花園本庄線（日语：埼玉県道86号花園本庄線）
- 一般縣道
  - 埼玉縣道127號深谷飯塚線（日语：埼玉県道127号深谷飯塚線）
  - 埼玉縣道141號深谷停車場線（日语：埼玉県道141号深谷停車場線）
  - 埼玉縣道258號中瀨牧西線（日语：埼玉県道258号中瀬牧西線）
  - 埼玉縣道263號弁財深谷線（日语：埼玉県道263号弁財深谷線）
  - 埼玉縣道264號原鄉熊谷線（日语：埼玉県道264号原郷熊谷線）
  - 埼玉縣道265號寄居岡部深谷線（日语：埼玉県道265号寄居岡部深谷線）
  - 埼玉縣道·群馬縣道275號由良深谷線（日语：埼玉県道・群馬県道275号由良深谷線）
  - 埼玉縣道355號中瀨普濟寺線（日语：埼玉県道355号中瀬普済寺線）
  - 埼玉縣道356號成塚中瀨線（日语：埼玉県道356号成塚中瀬線）

## 地域

### 教育

#### 小學校
- 市立深谷小學校
- 市立深谷西小學校
- 市立上柴東小學校
- 市立上柴西小學校
- 市立櫻丘小學校（日语：深谷市立桜ヶ丘小学校）
- 市立藤澤小學校
- 市立幡羅小學校
- 市立常盤小學校
- 市立大寄小學校
- 市立明戶小學校
- 市立豐里小學校
- 市立八基小學校
- 市立岡部小學校
- 市立岡部西小學校
- 市立榛澤小學校
- 市立本鄉小學校
- 市立花園小學校
- 市立川本北小學校
- 市立川本南小學校

#### 中學校
- 市立深谷中學校
- 市立上柴中學校
- 市立藤澤中學校
- 市立幡羅中學校
- 市立明戶中學校
- 市立豐里中學校
- 市立岡部中學校
- 市立花園中學校
- 市立川本中學校
- 市立南中學校
- 東京成德大學深谷中學校（日语：東京成徳大学深谷中学校・高等学校）（※中高附設）

#### 高等學校
- 縣立深谷高等學校（日语：埼玉県立深谷高等学校）
- 縣立深谷商業高等學校（日语：埼玉県立深谷商業高等学校）
- 縣立深谷第一高等學校（日语：埼玉県立深谷第一高等学校）
- 東京成德大學深谷高等學校（※中高附設）
- 正智深谷高等學校（日语：正智深谷高等学校）

深谷、正智深谷（舊埼玉工大深谷）是全國知名的體育名校。
縣立川本高等学校在2010年3月與寄居高等學校整合為縣立寄居城北高等學校後閉校。校地改為埼玉縣立深谷振翅支援學校。

#### 大學
- 埼玉工業大學（日语：埼玉工業大学）
- 東都醫療大學（日语：東都医療大学）

#### 特別支援學校
- 埼玉縣立深谷振翅支援學校（日语：埼玉県立深谷はばたき特別支援学校）

## 觀光

### 吉祥物
- 深谷醬

### 名勝、古蹟
- 澀澤榮一紀念館（日语：渋沢栄一記念館）
- 澀澤榮一生家
- 深谷城址公園（深谷城跡）
- 畠山重忠（日语：畠山重忠）公史跡公園
- AQUAPARADISE Patio（日语：アクアパラダイス パティオ）
- 岡部六彌太忠澄（岡部忠澄）之墓
- 畠山重忠墓
- 人見館跡
- 舊北根代官所（縣指定史跡，江戶時代此地領主日野氏（幕府旗本）的代官所）
- 櫻丘組石遺跡
- 鹿島古墳群（日语：鹿島古墳群）
- 中宿古代倉庫群跡
- Bridge Park（ブリッジパーク）
- 舊日本煉瓦製造（霍夫曼窯）
- 白鳥渡來地（舊川本町，荒川）
- 岡部陣屋（日语：岡部陣屋）（岡部藩陣屋遺跡）
- 花園FOREST（日语：花園フォレスト）

### 祭典、活動
- 深谷七夕祭
- 小前田諏訪神社大祭　小前田屋台囃子
- 雲雀（アルエット）祭
- 黑田簓（ささら）獅子舞
- 深谷櫻花祭
- 深谷祭（日语：深谷まつり）（神輿遊行，300年以上歷史。）
- 浦安之舞（日语：浦安の舞）、豐榮之舞
  - 八幡神社
  - 熊野大神社
  - 楡山神社
  - 富士淺間神社（日语：富士浅間神社）
  - 關東YOSAKOI索朗祭
- 花之街深谷電影節

## 出身人士
- 澀澤榮一（實業家）
- 武井保雄（武富士創業者）
- 岩崎哲也（埼玉西武獅投手）
- 米木拉（演員）
- Golgo松本（藝人、TIM成員、舊花園町出身）

## 外部連結
行政
- 深谷市 （页面存档备份，存于）

觀光
- 深谷觀光協會 （页面存档备份，存于）